# 瓦列里亞尼夫卡 (羅日謝區)
50°52′21″N 25°16′57″E / 50.87250°N 25.28250°E
瓦列里亞尼夫卡（烏克蘭語：Валер'янівка），是烏克蘭的村落，位於該國西部沃倫州，由盧茨克區負責管轄，始建於1648年，面積0.96平方公里，海拔高度179米，2001年人口158，人口密度每平方公里164.58人。